# Жена смотрителя зоопарка
«Жена смотрителя зоопарка» (англ. The Zookeeper's Wife) — исторический военный фильм режиссёра Ники Каро с Иоханом Хельденбергом, Джессикой Честейн и Даниэлем Брюлем в главных ролях. Основанный на реальной истории из жизни директора Варшавского зоопарка Яна Жабинского и его супруги Антонины Жабинской, которые получили титул Праведников мира, благодаря тому что прятали от нацистов сотни евреев, бежавших из варшавского гетто, в опустевших клетках для животных. Сценарий фильма написан Анджелой Уоркмэн по мотивам одноимённой книги Дианы Акерман. Мировая премьера фильма состоялась 7 марта 2017 года, в России 13 апреля 2017 года.

## Сюжет
Доктор Ян Жабинский — директор Варшавского зоопарка, одного из крупнейших в Европе 1930-х годов, которому помогает его жена Антонина.
1 сентября 1939 года начались воздушные бомбардировки Варшавы и вторжение в Польшу. Антонина и её сын Рышард едва не погибают. Доктор Лутц Хек, глава Берлинского зоопарка, главный зоолог Адольфа Гитлера и давний соперник Яна, посещает зоопарк, пока Яна нет; как главный зоолог Гитлера он будет управлять Варшавским зоопарком. Предлагая разместить своих трофейных животных под предлогом защиты самых ценных экземпляров  в Берлине до окончания войны, он затем возвращается с солдатами, чтобы расстрелять остальных, раскрывая свою хладнокровную жестокость. Он влюбляется в Антонину.
Варшавских евреев загоняют в гетто. Еврейские друзья четы Жабинских, Мауриций Френкель и его партнерша Магда Гросс, ищут безопасное место для коллекции насекомых своего друга Шимона Тененбаума. Затем Антонина предлагает приютить Магду. Несмотря на риск, Ян и Антонина используют зоопарк, чтобы спрятать других и спасти еще больше жизней.
Они предлагают Хеку превратить заброшенный зоопарк в свиноферму, чтобы кормить оккупационные силы, тайно надеясь вывести людей из гетто. Хек, которому нужно новое место для своих экспериментов по воссозданию зубра как символа Рейха, соглашается.
Когда Ян собирает мусор внутри гетто, он также прячет людей в грузовиках, чтобы доставить их в зоопарк, сотрудничая с подпольной армией, чтобы позже доставить их в убежища по всей стране. Беженцы-евреи прячутся в клетках, туннелях зоопарка и в доме Жабинских. Когда Антонина поздно ночью играет на пианино, это означает, что можно безопасно выйти из укрытия. Но если играют днём, то необходимо спрятаться. Ян также спасает молодую девушку Уршулу, изнасилованную немецкими солдатами. Антонина проявляет к ней особый интерес, обращаясь с ней так же, как с испуганным животным, пока Уршула не приходит в себя настолько, чтобы присоединиться к другим «гостям» в доме Жабинских.
В 1942 году немцы начинают вывозить евреев в лагеря смерти. На погрузочной станции Ян пытается убедить доктора Януша Корчака, руководителя еврейского детского приюта, бежать вместе с ним, но тот не оставляет детей. У Яна нет другого выбора, кроме как помочь погрузить детей в вагоны для перевозки скота, направляющиеся в лагеря смерти. Узнав об очевидных чувствах Хека к своей жене, между парой начинает формироваться напряжённость.
В 1943 году две женщины, спасенные Яном и замаскированные под арийцев Антониной, обнаружены и казнены возле их пансионата. Несколько месяцев спустя, после неудавшегося восстания, немцы ликвидируют гетто в день рождения Гитлера, также в первую ночь Песаха. Пока спрятанные евреи скорбно празднуют тайный пасхальный седер, немцы в это время сжигают гетто.
Ян решает присоединиться к Варшавскому восстанию, и пара примиряется перед его отъездом. Позже Антонина рожает дочку - Терезу. Во время восстания судьба Яна для его семьи остаётся неизвестной. По мере того, как влечение Хека к Антонине усиливается, она изо всех сил пытается отбиться от него, охраняя тайных «гостей». Неожиданно посетив дом, Хек находит Рышарда, расспрашивающего мальчика о местонахождении его родителей, но не может получить никакой информации. В растущей подозрительности и ярости Хек прикрепляет нацистский крест к рубашке мальчика, побуждая его сказать «Хайль Гитлер». Но как только Хек выходит за порог дома, мальчик кричит ему вслед: «Гитлер капут!»
В январе 1945 года, когда советские войска вынуждают немцев отступить, начинается эвакуация Варшавы. Отчаявшись узнать о Яне, Антонина обращается за помощью к Хеку. Когда он спрашивает, что он получит взамен, она начинает раздеваться, хотя явно терпеть его не может. Все более уверенный в её обмане, Хек чуть не насилует её. Наконец она признается, что он ей противен, и он начинает понимать, как много она лгала. Вызывая свою машину, чтобы поехать в зоопарк, Антонина мчится домой и помогает своим гостям сбежать, как раз в тот момент, когда прибывает Хек. Магда берёт с собой малышку Терезу, но Рышард настаивает на том, чтобы остаться, поэтому Антонина прячет его.
Хек в ярости входит в дом и обнаруживает рисунки в подвале: множество звезд Давида, финики и гости, нарисованные мордами животных. Когда он находит Рышарда, он преследует его по туннелям для животных, ловя его под дулом пистолета. Запирая Антонину в клетке, он игнорирует её мольбы и утаскивает мальчика из поля зрения. Когда раздается выстрел, она падает в обморок. Мгновение спустя Хек возвращается к своей машине, навсегда покидая зоопарк. Рышард возвращается к ней невредимым. Оба они присоединяются к маршу из Варшавы.
Варшава начала восстановление через четыре месяца после капитуляции нацистов. Антонина и дети возвращаются в поврежденный зоопарк вместе с Ежи, их верным смотрителем зоопарка. Ян возвращается домой, пережив лагерь. На всех клетках зоопарка красуются звезды Давида.
В финальном монологе сообщается, что Жабинские спасли около 300 евреев. Зоопарк Хека в Берлине был разрушен бомбардировками союзников, и ему так и не удалось воссоздать вымершего тура. Жабинские были признаны израильским Мемориалом Холокоста «Яд ва-Шем» праведниками мира за их действия по спасению евреев и неповиновение немцам. Они восстановили нынешний Варшавский зоопарк.

## В ролях
| Актёр             | Роль                     |
| ----------------- | ------------------------ |
| Джессика Честейн  | Антонина Жабинская       |
| Йохан Хелденберг  | Ян Жабинский             |
| Даниэль Брюль     | Лутц Хек                 |
| Иддо Голдберг     | Маурици Френкель         |
| Майкл Макэлхаттон | Ежи                      |
| Арност Голдфлам   | Януш Корчак              |
| Шира Хаас         | Уршула, девушка из гетто |
| Марта Иссова      | Регина Кёнигсвайн        |

## История
Фильм основан на реальной истории Яна и Антонины Жабинских из Варшавы. Ян был известным зоологом и директором Варшавского зоопарка. Во время оккупации Польши он также занимал должность смотрителя городских общественных парков. Антонина была преподавателем и автором ряда книг о животных. Во время оккупации Ян был активным членом польского подпольного Сопротивления. Антагонист Лутц Хек также существовал как историческая личность и был директором Берлинского зоопарка. Ян и Антонина действительно прятали евреев и польских подпольщиков в помещениях зоопарка и даже у себя дома. Им удалось спасти таким образом около 300 человек.
Режиссёром фильма стала Ники Каро из Новой Зеландии. На роль высокопоставленного нациста Хека был приглашён немецкий актёр Даниэль Брюль, ранее снимавшийся в фильме Тарантино «Бесславные ублюдки» и ряде других известных кинокартин. Главную женскую роль сыграла Джессика Честейн.
Фильм снимался в Праге. Для съёмок были построены декорации зоопарка, в которые поместили сотни животных.